# Аџуле
Аџуле (енгл. Adjule) је криптозоолошко створење које наводно настањује северну Африку. Највише се појављује у Мауританији. Описују га као великог пса. Многи често тврде да су видели Аџула, а у ствари су видели афричког дивљег пса. 
Постоји једно непотврђено виђење које се десило у приобалном подручју Мауританије, 1992. године. Ловци су наводно видели чудну животињу која личи на дивљег пса.